# Marshallacris cadone
Marshallacris cadone är en insektsart som först beskrevs av Günther, K. 1939.  Marshallacris cadone ingår i släktet Marshallacris och familjen torngräshoppor. Inga underarter finns listade i Catalogue of Life.